# Tranosema
Tranosema is een geslacht van insecten uit de orde vliesvleugeligen (Hymenoptera) en de familie Ichneumonidae.

## Soorten
- T. atramentarium (Schmiedeknecht, 1909)
- T. carbonellum (Thomson, 1887)
- T. exoletum (Thomson, 1887)
- T. hyperboreum (Thomson, 1887)
- T. intermedium (Szepligeti, 1916)
- T. latiusculum Thomson, 1887
- T. mendicae Horstmann, 1987
- T. nigricans Momoi, 1968
- T. nigridens (Thomson, 1887)
- T. rostrale (Brischke, 1880)
- T. tenuifemur (Walley, 1963)
- T. variabile Horstmann, 2008